# 村山大島紬
村山大島紬（むらやまおおしまつむぎ）とは東京都武蔵村山市周辺で伝統的に生産されている紬、すなわち、玉繭から紡いだ絹糸を板締染色し、絣織によって文様を出す絹布、およびそれを和服に仕立てたもののブランド名。
奄美大島の特産品である大島紬が生糸を用いるようになって普及が進んだ大正時代に、それに類似したものとして「大島」の名が使われ普及が進んだが、文様の彫刻を施した木の板を用いて意匠を染める板締の技法を用いるなど、それまでの大島紬とは異なる特徴をもっている。
村山大島紬は、1967年に東京都無形文化財に指定された。1975年には、経済産業大臣指定伝統的工芸品として、この制度による最初の指定の際に、東京都で唯一指定を受けた。

## 歴史
もともと、現在の武蔵村山市周辺から埼玉県飯能市、入間市あたりの一帯では、19世紀前半から絣の生産が行われていた。その中でも、錦織の「村山紺絣」と玉繭の絹糸を用いた「砂川太織」が、村山大島紬の前身とされている。村山大島紬の生産は、1919年に群馬県伊勢崎から板締の技法が伝えられたのをきっかけに、1920年頃から始まったらしく、1921年に生産者組合の再編でこの地域の織物業者が八王子織物同業組合に組み込まれた際には「村山大島部会」という名称が用いられた。村山大島紬は、高級品とされる大島紬よりも安価な普及品、普段着用と位置づけられ普及が進んだ。
戦後、1948年に村山織物工業協同組合が成立し、1950年に村山織物協同組合と改称した。組合は生産工程の共同化や金融支援などに取り組み、1953年には、村山大島紬に共通の口織文字（大島紬の織口文字に相当）を制定してブランドの確立に努めた。
高度経済成長期には、普及品としての村山大島紬への需要は、ウールの和服と並んで大きかった。しかし、韓国で生産されたより安価な類似品（いわゆる「韓国大島」）が出回るようになり、普段着の呉服への需要が後退した1980年代以降は、生産が急速に縮小し、取扱う問屋も減少した。
伝統的工芸品としての登録上は、25社で90人が生産に従事し、20人の伝統工芸士がいるとされているが、他方では「機屋さんはもう数件しか残っていません」とする見方もある。

## 製造工程
染色の工程では、文様の彫刻を施した木の板を用いて意図を染める「板締」の技法が用いられ、経糸と緯糸、地糸と絣糸を別々に染色した上でそれぞれ糸巻きし、高機による手織りで織り上げていく。